# Bleknande kamskivling
Bleknande kamskivling (Amanita lividopallescens) är en svampart som först beskrevs av Secr. ex Boud., och fick sitt nu gällande namn av Kühner & Romagn. 1953. Bleknande kamskivling ingår i släktet flugsvampar och familjen Amanitaceae.  Arten är reproducerande i Sverige. Inga underarter finns listade i Catalogue of Life.

## Bildgalleri

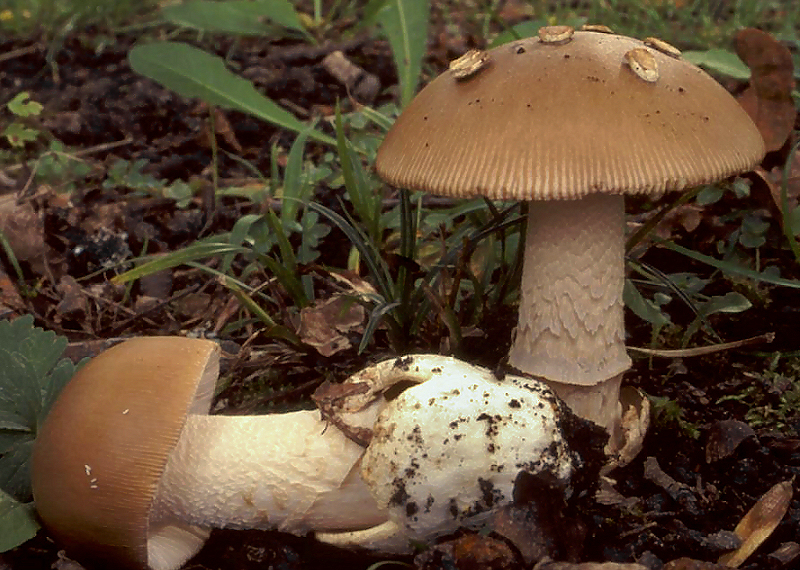